# Guerra Social (91–88 a.C.)
Guerra Social (91–88 a.C.) foi um conflito militar entre as forças da República Romana e de seus "sócios" (em latim: socii), nome pelo qual eram conhecidas as cidades aliadas dos romanos na península Itálica. É chamada também de Guerra dos Aliados (em latim: Bellum Sociale), Guerra Italiana e  Guerra Mársica. Depois de duros combates entre Roma e seus aliados seculares, foi aprovada a Lex Iulia de Civitate Latinis Danda, que concedeu a cidadania romana à maioria delas.

## Contexto
A vitória romana nas Guerras Samnitas resultou na hegemonia de Roma sobre todas as cidades da península Itálica, revelada sob a forma de uma série de alianças entre os povos itálicos e os romanos. Estas alianças eram mais ou menos favoráveis dependendo da posição adotada por cada cidade durante a guerra, se aliada ou adversária. Estas cidades eram teoricamente independentes, mas, na prática, Roma tinha o direito de exigir tributos em dinheiro e uma certa quantidade de soldados: no século II a.C., os aliados italianos contribuíam com um total entre metade e dois-terços dos efetivos do exército romano. Roma também controlava a política externa das cidades aliadas, incluindo a interação entre elas. Com exceção da Segunda Guerra Púnica, quando Aníbal conseguiu convencer algumas cidades a se voltarem contra Roma, a maior parte das comunidades italianas estava contente com o status quo em troca de um certo grau de autonomia local.
Contudo, a política romana de distribuição de terras aos veteranos de guerra, limitada aos cidadãos romanos, levaram a uma desigualdade na propriedade das terras e na distribuição de riquezas, o que levou "os povos italianos, pouco-a-pouco, a uma situação de pobreza e escassez populacional sem esperança de remédio".
Durante o período que Caio Mário se ausentou de Roma após o seu consulado em 100 a.C. (99–90 a.C.), Roma experimentou um período de relativa paz no qual o senado parecia estar no controle. Contudo, em 95 a.C., foi aprovada a Lex Licinia Mucia dirigida contra os aliados que adquirissem fraudulentamente a cidadania romana, o que provocou um forte mal-estar em várias cidades da Itália. Em 92 a.C., foi eleito tribuno da plebe Marco Lívio Druso, que preparou uma série de polêmicas medidas, como uma nova lei frumentária e uma desvalorização do sestércio de prata. Ele ainda estabeleceu um acordo secreto com os aliados, prometendo-lhes o direito de cidadania se eles bancassem as despesas de uma nova distribuição de terras. A elite senatorial rejeitou as ideias de Druso e organizou seu assassinato em 91 a.C.. Esta brusca rejeição à concessão de direitos considerados devidos já havia muito tempo enfureceu os aliados italianos, que declararam independência de Roma.

## Guerra
Os latinos permaneceram majoritariamente leais a Roma, com a exceção de Venúsia. As cidades rebeldes planejavam não apenas uma separação formal de Roma, mas a criação de uma confederação independente que eles chamaram de "Italia", com sua capital em Corfínio (moderna Abruzzo), que foi renomeada "Italica". Para pagarem seus exércitos, as cidades italianas criaram sua própria moeda, que foi também utilizada como meio de propaganda contra Roma: elas mostravam oito guerreiros realizando um juramento, provavelmente uma representação de mársios, picenos, pelignos, marrucinos, vestinos, frentanos, samnitas e hirpínios.
Os soldados italianos eram experientes e a maioria já havia servido nos exércitos romanos. No total, as doze cidades da Italia conseguiram amealhar um enorme exército com 120 000 homens, divididos em várias forças separadas por toda a península
- Quinto Popédio Silão comandava, como cônsul, o chamado "grupo mársico".
- Caio Pápio Mutilo, também como cônsul, comandava o "grupo samnita".
- Tito Lafrênio era o comandante dos mársios em 90 a.C., mas foi morto em combate e substituído por Frauco.
- Tito Vécio Escatão comandou os pelignos até 88 a.C., quando foi capturado pelos romanos e assassinado por seu escravo.[6]
- Caio Pontídio era o líder dos vestinos, pelo menos até 89 a.C..
- Hério Asínio comandou os marrucinos até 89 a.C., quando foi morto em combate. Ele foi sucedido por Obsídio, que também foi morto em combate.
- Caio Vidacílio comandou os picenos até 89 a.C., quando se suicidou.
- Numério Lucílio provavelmente comandou os hirpínios até 89 a.C., quando parece ter sido sucedido por Minácio (ou Mínio) Iégio.
- Lúcio Cluêncio comandou os pompeus em 89 a.C., quando foi morto em combate.
- Mario Egnácio comandou os samnitas até 88 a.C., quando foi morto em combate. Ele foi sucedido por um Pôncio Telesino, que também foi morto em combate no mesmo ano.
- Durante toda a guerra, Públio Presêncio comandou os frentanos, Tito Herênio comandou os venusianos, Trebácio comandou os iápiges e Marco Lampônio comandou os lucanos.

A estratégia romana foi a de sobreviver ao massivo ataque inicial enquanto tentava convencer as demais cidades italianas a permanecerem leais ou, pelo menos, neutras, para, em seguida, enfrentar as forças rebeldes com tropas alistadas nas províncias e nos reinos clientes de Roma. Cada um dos dois teatros de operações foi entregue a um dos cônsules de 90 a.C.. No norte, o cônsul Públio Rutílio Lupo foi apoiado por Caio Mário e Pompeu Estrabão. No sul, o cônsul Lúcio Júlio César tinha o apoio de Lúcio Cornélio Sula e Tito Dídio.
No decorrer do ano, Estrabão cercou Ásculo enquanto Rutílio foi derrotado e morto no vale Toleno. O mesmo destino teve Quinto Servílio Cepião, que foi derrotado e morto por Quinto Popédio Silão, um dos cônsules italianos, deixando Mário como comandante das tropas sobreviventes. A importante fortaleza de Esérnia (em latim: Aesernia), vital para manter a comunicação entre as forças no norte e no sul da Itália, foi cercada e acabou obrigada a se render. No sul, o cônsul italiano Caio Pápio Mutilo avançou pela Campânia e conseguiu a aliança de várias cidades até finalmente ser derrotado por César. A Apúlia e na Lucânia foram alvos de diversos raides liderados pelos italianos.
Contudo, apesar das perdas iniciais, os romanos conseguiram evitar uma derrota completa. No ano seguinte, os dois cônsules seguiram para o front no norte deixando Sula com o comando solitário no sul. O cônsul Lúcio Pórcio Catão foi derrotado e morto na Batalha do Lago Fucino deixando o comando com Pompeu Estrabão. Ele conseguiu derrotar um gigantesco exército italiano de 60 000 soldados depois de forçar a rendição de Ásculo. No sul, Sula tomou a iniciativa e conseguiu derrotar o exército samnita, recuperando algumas das maiores cidades da Campânia. Estas ações praticamente encerraram a guerra. Em 88 a.C., apenas os samnitas ainda se mantinham em revolta e possivelmente teriam conseguido aguentar por muito tempo ainda se Roma não fizesse concessões aos aliados em troca da paz.

## Paz entre os aliados
Lúcio Júlio César propôs a Lex Iulia durante seu consulado e conseguiu aprová-la antes do término de seu mandato em 90 a.C.. Esta lei concedia a cidadania romana plena para todas as cidades latinas e italianas que não haviam se revoltado. A oferta era feita para as comunidades e não para cidadãos ou famílias importantes, o que significava que cada uma das cidades teriam que aprovar a lei localmente, provavelmente por uma votação numa assembleia, antes que ela entrasse em vigor. A Lex Iulia também permitia que a cidadania fosse concedida como recompensa por atos de bravura durante a guerra.
Atualmente, assume-se que a Lex Iulia foi rapidamente sucedida por uma lei complementar, a Lex Plautia Papiria, que determinava que todos os homens registrados pelo censo num estado aliado poderia obter a cidadania romana apresentando-se a um pretor romano num intervalo de 60 dias da aprovação da lei, o que permitiu que os habitantes das cidades excluídas pela Lex Iulia pudessem também obter a cidadania se desejassem. Em 89 a.C., a Lex Pompeia de Transpadanis estendeu os direitos latinos para as comunidades na Transpadânia, a região ao norte do rio Pó como recompensa pela lealdade aos romanos durante a guerra.